# هاينريش يوهان نيبوموك فون كرانز
هاينريش يوهان نيبوموك فون كرانز (بالألمانية: Heinrich Johann Nepomuk Edler von Crantz)‏ (و. 1722 – 1797 م) هو عالم نبات، وطبيب التوليد والنساء من النمسا . ولد في لوكسمبورغ .
وهو عضو في الأكاديمية الألمانية للعلوم ليوبولدينا .
توفي في يودنبورغ.

## التعليم
تعلم في جامعة فيينا